# Hostěrádky-Rešov
Hostěrádky-Rešov é uma comuna checa localizada na região de Morávia do Sul, distrito de Vyškov.